# Elizabeth Bowenová
Elizabeth Bowenová, nepřechýleně Bowen (7. června 1899, Dublin – 22. února 1973, Londýn), byla anglická spisovatelka a povídkářka irského původu. Známá je především díky sbírce povídek Schody zarostlé břečťanem nebo románem Skon srdce.

## Život

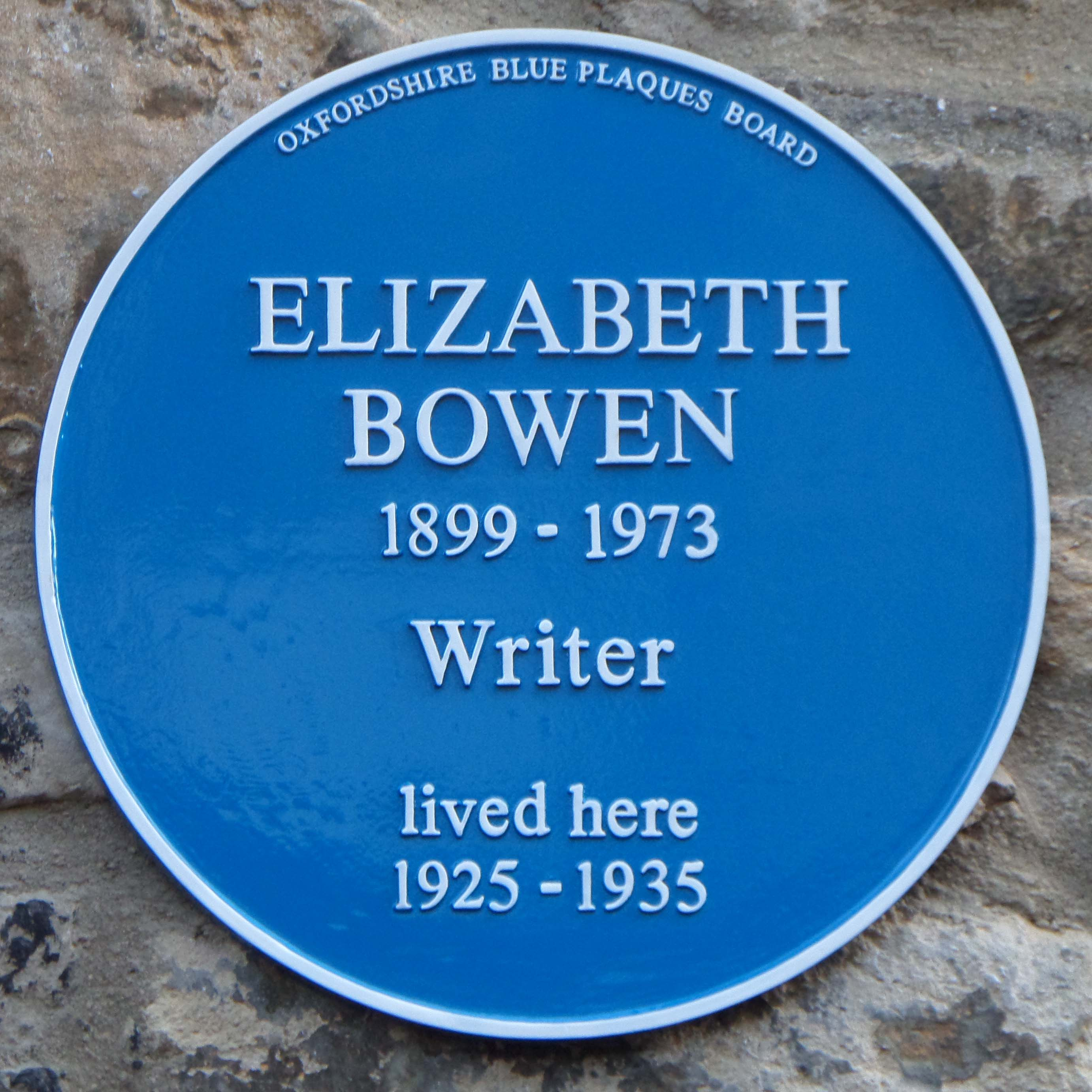
Pamětní deska

### Mládí
Elizabeth Bowenová, rodným jménem Elizabeth Dorothea Cole Bowen, se narodila 7. června 1899 na Herbert Place 15 v Dublinu, pokřtěna byla v nedalekém kostele svatého Štěpána na Upper Mount Street. Její rodiče, Henry Charles Cole Bowen a jeho manželka Florence (rozená Colleyová), se poté přestěhovali do venkovského domu, zvaného Bowen's Court, u obce Farahy v hrabství Cork. Zde také Elizabeth strávila své dětství. Když její otec v roce 1907 duševně onemocněl, přestěhovala se s matkou Florence do Anglie, kde se nakonec usadili v Hythe. O několik let později, roku 1912, ale Florence zemřela a Elizabeth nadále vychovávaly její tety. Studovala na umělecké škole v Londýně, avšak umění ji brzy přestalo bavit a rozhodla se zvolit si jako budoucí profesi spisovatelství. Přidala se do Bloomsbury Group, kde se seznámila s Rose Macaulayovou, která jí později pomohla najít vydavatele pro Elizabethinu první knihu; sbírku povídek s názvem Encounters (1923).

### Manželství a první díla
V roce 1923 se vdala za Alana Camerona, který později pracoval u BBC. Manželství samotné ale pravděpodobně nebylo z lásky, údajně nikdy nebylo naplněno. Sama Elizabeth měla několik mimomanželských vztahů, mimo jiné i s Charlesem Ritchiem, o sedm let mladším kanadským diplomatem. Údajně také udržovala intimní vztah s irským spisovatelem Seánem Ó Faoláinem nebo americkým básníkem Mayem Sartonem. Bowenová s manželem nejdříve žili nedaleko Oxfordu, kde se Elizabeth stýkala s Mauricem Bowrayem, Johnem Buchanem a Susan Buchanovou a kde napsala své první romány, včetně knihy Poslední září (The Last September, 1929). Po vydání knihy Na sever (To the North, 1932), se ale přestěhovali do Regent's Park v Londýně. Zde napsala romány Dům v Paříži (House in Paris, 1935) a Skon srdce (The Death of the Heart, 1938). V roce 1937 se stala členkou Irish Academy of Letters.
V roce 1930 Bowenová zdědila dům Bowen's Court a stala se tak první a jedinou ženou, která jej vlastnila. Nadále ale pobývala v Londýně a často navštěvovala i Irsko. Během druhé světové války pracovala pro britské ministerstvo informací. Svými názory se řadila mezi konzervativce. Během války a krátce po ní napsala ještě několik knih, například The Heat of the Day (1948).
Když v roce 1952 odešel Alan do důchodu, přestěhovali se spolu s Elizabeth do Bowen's Court, kde nakonec také Cameron zemřel. Když zde Bowenová pobývala, navštěvovalo ji mnoho známých spisovatelů a prozaiků; Virginie Woolfová, Eudora Weltyová, Carson McCullers. Mimo jiné byla také dobrou přítelkyní historičky Veroniky Wedgwoodové. V roce 1958 odcestovala do Itálie a zde napsala i knihu Čas v Římě (A Time in Rome, 1960). Po několika měsících ale byla Elizabeth nucena Bowen's Court prodat a toho roku byl dům zbořen. Poté, co strávila Bowenová řadu let bez stálého domova se nakonec roku 1965 usadila v Hythe.

### Poslední léta a smrt
Její poslední román, Eva Troutová (Eva Trout, 1968), získal roku 1969 ocenění James Tait Black Memorial Prize a o rok později byl nominován i na Man Booker Prize. Roku 1972 onemocněla Elizabeth karcinomem plic, boj s rakovinou nakonec prohrála 22. února 1973 ve věku 73 let. Je pohřbena vedle manžela Alana na hřbitově ve Farahy. U místního kostela stojí v současné době pamětní deska věnovaná právě Elizabeth Bowenové.